# 小行星2277
小行星2277（2277 Moreau）是一颗围绕太阳公转的小行星。1950年2月18日，西維恩·阿蘭德在于克勒发现了此天体。
該小行星以比利時天文學家費爾南·莫羅（Fernand Moreau）命名。
这颗小行星的绝对星等为70.82821487864126等。